# EC 1.3.3
La EC 1.3.3  è una sotto-sottoclasse della classificazione EC relativa agli enzimi. Si tratta di una sottoclasse delle ossidoreduttasi che include enzimi che agiscono su donatori di elettroni aventi gruppi CH-CH ed ossigeno come accettore.

## Enzimi appartenenti alla sotto-sottoclasse
| numero EC   | nome accettato                   |
| ----------- | -------------------------------- |
| EC 1.3.3.1  | diidroorotato ossidasi           |
| EC 1.3.3.3  | coproporfirinogeno ossidasi      |
| EC 1.3.3.4  | protoporfirinogeno ossidasi      |
| EC 1.3.3.5  | bilirubina ossidasi              |
| EC 1.3.3.6  | acil-CoA ossidasi                |
| EC 1.3.3.7  | diidrouracil ossidasi            |
| EC 1.3.3.8  | tetraidroberberina ossidasi      |
| EC 1.3.3.9  | secologanina sintasi             |
| EC 1.3.3.10 | triptofano alfa,beta-ossidasi    |
| EC 1.3.3.11 | pirrolochinolina-chinone sintasi |